# Eisschnelllauf-Sprintweltmeisterschaft 1971
Die 2. Eisschnelllauf-Sprintweltmeisterschaft wurde vom 20. bis 21. Februar im deutschen Inzell (Eisstadion Inzell) ausgetragen. Der Sprintmehrkampf wurde rückwirkend zur Weltmeisterschaft erklärt und war damit die 2. Eisschnelllauf-Sprintweltmeisterschaft der ISU.

## Wettbewerb
- 66 Sportler aus 14 Nationen nahmen am Mehrkampf teil

| Teilnehmende Nationen                     | Teilnehmende Nationen                                                | Teilnehmende Nationen               | Teilnehmende Nationen          |
| ----------------------------------------- | -------------------------------------------------------------------- | ----------------------------------- | ------------------------------ |
| Österreich Kanada Finnland BR Deutschland | Vereinigtes Königreich Deutsche Demokratische Republik Italien Japan | Niederlande Norwegen Polen Schweden | Sowjetunion Vereinigte Staaten |

### Frauen

#### Endstand
- Zeigt die zwölf erfolgreichsten Sportlerinnen der Sprint-WM

| Rang | Name                | 1. Lauf 500 Meter | Pkt.  | 1. Lauf 1.000 Meter | Pkt.  | 2. Lauf 500 Meter | Pkt.  | 2. Lauf 1.000 Meter | Pkt.  | Gesamt- pkt. |
| ---- | ------------------- | ----------------- | ----- | ------------------- | ----- | ----------------- | ----- | ------------------- | ----- | ------------ |
| 1    | Ruth Schleiermacher | 43,15 (2)         | 43,15 | 1:29,50 (2)         | 44,75 | 43,38 (2)         | 43,38 | 1:28,90 (2)         | 44,45 | 175,73       |
| 2    | Anne Henning        | 42,91 (1)         | 42,91 | 1:31,20 (7)         | 45,60 | 42,75 (1)         | 42,75 | 1:30,70 (6)         | 45,35 | 176,61       |
| 3    | Dianne Holum        | 44,89 (9)         | 44,89 | 1:29,90 (4)         | 44,95 | 44,58 (6)         | 44,58 | 1:29,20 (3)         | 44,60 | 179,02       |
| 4    | Stien Kaiser        | 45,60 (16)        | 45,60 | 1:29,50 (2)         | 44,75 | 45,22 (12)        | 45,22 | 1:29,30 (4)         | 44,65 | 180,22       |
| 5    | Sigrid Sundby       | 44,83 (5)         | 44,83 | 1:31,60 (9)         | 45,80 | 44,84 (8)         | 44,84 | 1:30,40 (5)         | 45,20 | 180,67       |
| 6    | Lisbeth Berg        | 44,83 (5)         | 44,83 | 1:31,40 (8)         | 45,70 | 45,03 (10)        | 45,03 | 1:30,70 (6)         | 45,35 | 180,91       |
| 7    | Nina Statkewitsch   | 45,16 (11)        | 45,16 | 1:30,10 (5)         | 45,05 | 45,52 (15)        | 45,52 | 1:30,80 (8)         | 45,40 | 181,13       |
| 8    | Arja Kantola        | 44,87 (8)         | 44,87 | 1:32,80 (15)        | 46,40 | 44,64 (7)         | 44,64 | 1:31,90 (12)        | 45,95 | 181,86       |
| 9    | Mary Saxton         | 44,43 (4)         | 44,43 | 1:32,70 (14)        | 46,35 | 44,55 (5)         | 44,55 | 1:33,10 (17)        | 46,55 | 181,88       |
| 10   | Wera Surowikina     | 45,31 (14)        | 45,31 | 1:31,60 (9)         | 45,80 | 45,32 (13)        | 45,32 | 1:31,20 (9)         | 45,60 | 182,03       |
| 11   | Kirsti Biermann     | 45,23 (12)        | 45,23 | 1:32,20 (11)        | 46,10 | 45,35 (14)        | 45,35 | 1:32,40 (14)        | 46,20 | 182,88       |
| 12   | Trijnie Rep         | 45,48 (15)        | 45,48 | 1:32,40 (12)        | 46,20 | 45,17 (11)        | 45,17 | 1:32,70 (15)        | 46,35 | 183,20       |

#### 1. Lauf 500 Meter
| Platz | Name                       | Land                            | Zeit  | Punkte |
| ----- | -------------------------- | ------------------------------- | ----- | ------ |
| 1     | Anne Henning               | Vereinigte Staaten              | 42,91 | 42,91  |
| 2     | Ruth Schleiermacher        | Deutsche Demokratische Republik | 43,15 | 43,15  |
| 3     | Atje Keulen-Deelstra       | Niederlande                     | 44,23 | 44,23  |
| 4     | Mary Saxton                | Vereinigte Staaten              | 44,43 | 44,43  |
| 5     | Sigrid Sundby Lisbeth Berg | Norwegen                        | 44,83 | 44,83  |
| 7     | Monika Pflug               | BR Deutschland                  | 44,86 | 44,86  |
| 8     | Arja Kantola               | Finnland                        | 44,87 | 44,87  |
| 9     | Dianne Holum               | Vereinigte Staaten              | 44,89 | 44,89  |
| 10    | Leah Poulos                | Vereinigte Staaten              | 44,90 | 44,90  |
|       |                            |                                 |       |        |
| 20    | Paula Dufter               | BR Deutschland                  | 45,95 | 45,95  |

#### 1. Lauf 1.000 Meter
| Platz | Name                             | Land                                        | Zeit    | Punkte |
| ----- | -------------------------------- | ------------------------------------------- | ------- | ------ |
| 1     | Ljudmila Titowa                  | Sowjetunion                                 | 1:29,00 | 44,50  |
| 2     | Ruth Schleiermacher Stien Kaiser | Deutsche Demokratische Republik Niederlande | 1:29,50 | 44,75  |
| 4     | Dianne Holum                     | Vereinigte Staaten                          | 1:29,90 | 44,95  |
| 5     | Nina Statkewitsch                | Sowjetunion                                 | 1:30,10 | 45,05  |
| 6     | Atje Keulen-Deelstra             | Niederlande                                 | 1:30,40 | 45,20  |
| 7     | Anne Henning                     | Vereinigte Staaten                          | 1:31,20 | 45,60  |
| 8     | Lisbeth Berg                     | Norwegen                                    | 1:31,40 | 45,70  |
| 9     | Sigrid Sundby Wera Surowikina    | Norwegen Sowjetunion                        | 1:31,60 | 45,80  |
|       |                                  |                                             |         |        |
| 18    | Paula Dufter                     | BR Deutschland                              | 1:34,30 | 47,15  |
| 29    | Monika Pflug                     | BR Deutschland                              | 1:42,10 | 51,05  |

#### 2. Lauf 500 Meter
| Platz | Name                 | Land                            | Zeit  | Punkte |
| ----- | -------------------- | ------------------------------- | ----- | ------ |
| 1     | Anne Henning         | Vereinigte Staaten              | 42,75 | 42,75  |
| 2     | Ruth Schleiermacher  | Deutsche Demokratische Republik | 43,38 | 43,38  |
| 3     | Ljudmila Titowa      | Sowjetunion                     | 43,91 | 43,91  |
| 4     | Atje Keulen-Deelstra | Niederlande                     | 44,32 | 44,32  |
| 5     | Mary Saxton          | Vereinigte Staaten              | 44,55 | 44,55  |
| 6     | Dianne Holum         | Vereinigte Staaten              | 44,58 | 44,58  |
| 7     | Arja Kantola         | Finnland                        | 44,64 | 44,64  |
| 8     | Sigrid Sundby        | Norwegen                        | 44,84 | 44,84  |
| 9     | Pat Sheehan          | Vereinigte Staaten              | 44,99 | 44,99  |
| 10    | Lisbeth Berg         | Norwegen                        | 45,03 | 45,03  |

#### 2. Lauf 1.000 Meter
| Platz | Name                      | Land                            | Zeit    | Punkte |
| ----- | ------------------------- | ------------------------------- | ------- | ------ |
| 1     | Ljudmila Titowa           | Sowjetunion                     | 1:27,70 | 43,85  |
| 2     | Ruth Schleiermacher       | Deutsche Demokratische Republik | 1:28,90 | 44,45  |
| 3     | Dianne Holum              | Vereinigte Staaten              | 1:29,20 | 44,60  |
| 4     | Stien Kaiser              | Niederlande                     | 1:29,30 | 44,65  |
| 5     | Sigrid Sundby             | Norwegen                        | 1:30,40 | 45,20  |
| 6     | Anne Henning Lisbeth Berg | Vereinigte Staaten Norwegen     | 1:30,70 | 45,35  |
| 8     | Nina Statkewitsch         | Sowjetunion                     | 1:30,80 | 45,40  |
| 9     | Wera Surowikina           | Sowjetunion                     | 1:31,20 | 45,60  |
| 10    | Ylva Hedlund              | Schweden                        | 1:31,40 | 45,70  |
|       |                           |                                 |         |        |
| 24    | Paula Dufter              | BR Deutschland                  | 1:36,70 | 48,35  |

### Männer

#### Endstand
- Zeigt die zwölf erfolgreichsten Sportler der Sprint-WM

| Rang | Name             | 1. Lauf 500 Meter | Pkt.  | 1. Lauf 1.000 Meter | Pkt.  | 2. Lauf 500 Meter | Pkt.  | 2. Lauf 1.000 Meter | Pkt.  | Gesamt- pkt. |
| ---- | ---------------- | ----------------- | ----- | ------------------- | ----- | ----------------- | ----- | ------------------- | ----- | ------------ |
| 1    | Erhard Keller    | 39,28 (2)         | 39,28 | 1:20,00 (4)         | 40,00 | 38,89 (1)         | 38,89 | 1:20,50 (2)         | 40,25 | 158,42       |
| 2    | Ove König        | 39,43 (3)         | 39,43 | 1:19,20 (2)         | 39,60 | 39,03 (3)         | 39,03 | 1:20,90 (4)         | 40,45 | 158,51       |
| 3    | Ard Schenk       | 40,20 (10)        | 40,20 | 1:18,80 (1)         | 39,40 | 39,73 (11)        | 39,73 | 1:19,50 (1)         | 39,75 | 159,08       |
| 4    | Takayuki Hida    | 39,62 (5)         | 39,62 | 1:21,10 (11)        | 40,55 | 39,04 (4)         | 39,04 | 1:21,50 (9)         | 40,75 | 159,96       |
| 5    | Alf Ivar Eriksen | 40,21 (11)        | 40,21 | 1:19,80 (3)         | 39,90 | 39,72 (10)        | 39,72 | 1:20,90 (4)         | 40,45 | 160,28       |
| 6    | Waleri Muratow   | 39,97 (7)         | 39,97 | 1:20,40 (6)         | 40,20 | 39,71 (8)         | 39,71 | 1:21,70 (11)        | 40,85 | 160,73       |
| 7    | Johan Granath    | 40,53 (15)        | 40,53 | 1:20,00 (4)         | 40,00 | 40,42 (21)        | 40,42 | 1:21,40 (8)         | 40,70 | 161,65       |
| 8    | Keiichi Suzuki   | 39,61 (4)         | 39,61 | 1:22,50 (17)        | 41,25 | 39,53 (6)         | 39,53 | 1:23,00 (17)        | 41,50 | 161,89       |
| 9    | Dan Carroll      | 40,85 (20)        | 40,85 | 1:20,90 (8)         | 40,45 | 40,30 (17)        | 40,30 | 1:20,70 (3)         | 40,35 | 161,95       |
| 10   | Arne Herjuaune   | 40,48 (14)        | 40,48 | 1:22,60 (19)        | 41,30 | 39,78 (12)        | 39,78 | 1:21,10 (6)         | 40,55 | 162,11       |
| 11   | Masaki Suzuki    | 40,06 (9)         | 40,06 | 1:21,90 (14)        | 40,95 | 39,39 (5)         | 39,39 | 1:24,00 (21)        | 42,00 | 162,40       |
| 12   | Seppo Hänninen   | 40,42 (13)        | 40,42 | 1:21,70 (12)        | 40,85 | 39,71 (8)         | 39,71 | 1:23,40 (19)        | 41,70 | 162,68       |

#### 1. Lauf 500 Meter
| Platz | Name              | Land           | Zeit  | Punkte |
| ----- | ----------------- | -------------- | ----- | ------ |
| 1     | Hasse Börjes      | Schweden       | 39,23 | 39,23  |
| 2     | Erhard Keller     | BR Deutschland | 39,28 | 39,28  |
| 3     | Ove König         | Schweden       | 39,43 | 39,43  |
| 4     | Keiichi Suzuki    | Japan          | 39,61 | 39,61  |
| 5     | Takayuki Hida     | Japan          | 39,62 | 39,62  |
| 6     | Per Bjørang       | Norwegen       | 39,93 | 39,93  |
| 7     | Waleri Muratow    | Sowjetunion    | 39,97 | 39,97  |
| 8     | Leo Linkovesi     | Finnland       | 40,01 | 40,01  |
| 9     | Masaki Suzuki     | Japan          | 40,06 | 40,06  |
| 10    | Ard Schenk        | Niederlande    | 40,20 | 40,20  |
|       |                   |                |       |        |
| 17    | Hans Lichtenstern | BR Deutschland | 40,66 | 40,66  |
| 28    | Walter Eigel      | Österreich     | 41,41 | 41,41  |

#### 1. Lauf 1.000 Meter
| Platz | Name                        | Land                        | Zeit    | Punkte |
| ----- | --------------------------- | --------------------------- | ------- | ------ |
| 1     | Ard Schenk                  | Niederlande                 | 1:18,80 | 39,40  |
| 2     | Ove König                   | Schweden                    | 1:19,20 | 39,60  |
| 3     | Alf Ivar Eriksen            | Norwegen                    | 1:19,80 | 39,90  |
| 4     | Erhard Keller Johan Granath | BR Deutschland Schweden     | 1:20,00 | 40,00  |
| 6     | Waleri Muratow              | Sowjetunion                 | 1:20,40 | 40,20  |
| 7     | Jan Bols                    | Niederlande                 | 1:20,70 | 40,35  |
| 8     | Dan Carroll Göran Claeson   | Vereinigte Staaten Schweden | 1:20,90 | 40,45  |
| 10    | Magne Thomassen             | Norwegen                    | 1:21,00 | 40,5   |
|       |                             |                             |         |        |
| 24    | Otmar Braunecker            | Österreich                  | 1:24,20 | 42,10  |
| 25    | Hans Lichtenstern           | BR Deutschland              | 1:24,40 | 42,20  |
| 28    | Walter Eigel                | Österreich                  | 1:24,80 | 42,40  |

#### 2. Lauf 500 Meter
| Platz | Name                          | Land                 | Zeit  | Punkte |
| ----- | ----------------------------- | -------------------- | ----- | ------ |
| 1     | Erhard Keller                 | BR Deutschland       | 38,89 | 38,89  |
| 2     | Hasse Börjes                  | Schweden             | 38,98 | 38,98  |
| 3     | Ove König                     | Schweden             | 39,03 | 39,03  |
| 4     | Takayuki Hida                 | Japan                | 39,04 | 39,04  |
| 5     | Masaki Suzuki                 | Japan                | 39,39 | 39,39  |
| 6     | Keiichi Suzuki                | Japan                | 39,53 | 39,53  |
| 7     | Per Bjørang                   | Norwegen             | 39,69 | 39,69  |
| 8     | Waleri Muratow Seppo Hänninen | Sowjetunion Finnland | 39,71 | 39,71  |
| 10    | Alf Ivar Eriksen              | Norwegen             | 39,72 | 39,72  |
|       |                               |                      |       |        |
| 14    | Hans Lichtenstern             | BR Deutschland       | 39,90 | 39,90  |
| 27    | Walter Eigel                  | Österreich           | 40,85 | 40,85  |
| 29    | Otmar Braunecker              | Österreich           | 41,07 | 41,07  |

#### 2. Lauf 1.000 Meter
| Platz | Name                       | Land               | Zeit    | Punkte |
| ----- | -------------------------- | ------------------ | ------- | ------ |
| 1     | Ard Schenk                 | Niederlande        | 1:19,50 | 39,75  |
| 2     | Erhard Keller              | BR Deutschland     | 1:20,50 | 40,25  |
| 3     | Dan Carroll                | Vereinigte Staaten | 1:20,70 | 40,35  |
| 4     | Ove König Alf Ivar Eriksen | Schweden Norwegen  | 1:20,90 | 40,45  |
| 6     | Arne Herjuaune             | Norwegen           | 1:21,10 | 40,55  |
| 7     | Jan Bols                   | Niederlande        | 1:21,20 | 40,60  |
| 8     | Johan Granath              | Schweden           | 1:21,40 | 40,70  |
| 9     | Hasse Börjes Takayuki Hida | Schweden Japan     | 1:21,50 | 40,75  |
|       |                            |                    |         |        |
| 22    | Otmar Braunecker           | Österreich         | 1:24,20 | 42,10  |
| 28    | Hans Lichtenstern          | BR Deutschland     | 1:25,60 | 42,80  |